# Archidiecezja Burgos
Archidiecezja Burgos (łac. Archidioecesis Burgensis) – archidiecezja Kościoła rzymskokatolickiego w Hiszpanii. Jest główną diecezją metropolii Burgos. Została erygowana w 1075. W 1574 została podniesiona do rangi metropolii.

## Główne świątynie
- Archikatedra: Archikatedra Najświętszej Maryi Panny w Burgos
- Bazylika mniejsza: Opactwo św. Dominika z Silos

## Biskupi i arcybiskupi Burgos
- biskup diecezjalny: abp Mario Iceta
- biskupi seniorzy: abp Francisco Gil Hellín, abp Fidel Herráez